# Wielka Wystawa
Wielka Wystawa, pełna nazwa: Wielka Wystawa Przemysłu Wszystkich Narodów (ang. The Great Exhibition, pełna nazwa: Great Exhibition of the Works of Industry of All Nations) – wystawa światowa w Londynie od 1 maja do 15 października 1851 roku.
Wystawa miała miejsce w Pałacu Kryształowym, który zaprojektował Joseph Paxton. Pałac ten był budowany w latach 1850-1851. Do jego budowy zużyto: 293 665 tafli szkła, 4500 ton żelaza i 39 km rynien. Miał on wysokość 33 metrów.

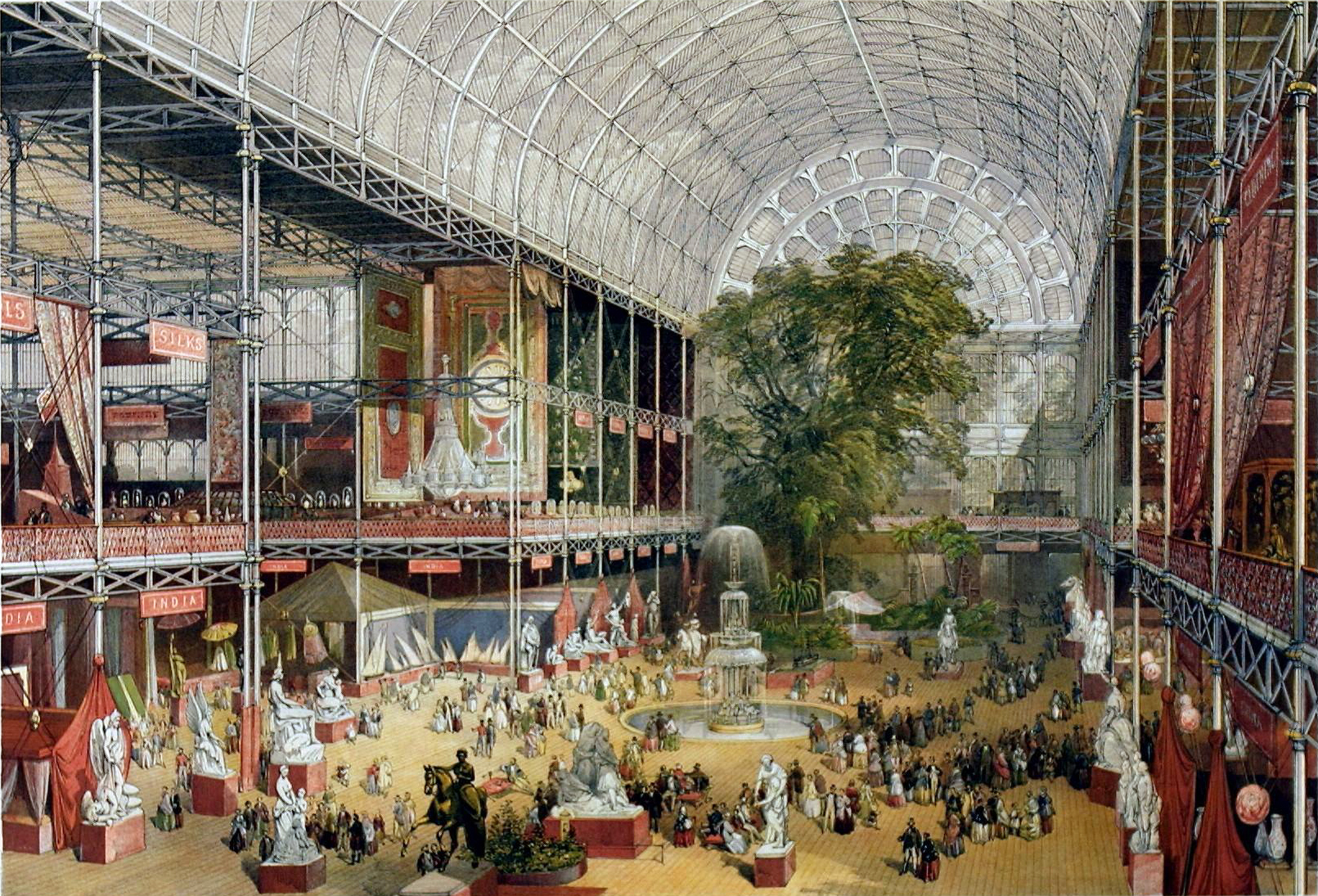
Wielka wystawa światowa 1851

Na Wielkiej Wystawie można było zobaczyć m.in. maszyny, Koh-i-noora, Kryształową Fontannę, scyzoryk, który posiadał 1851 ostrzy i tzw. „łóżko-budzik”, zrzucające śpiącego człowieka o dowolnej porze. Zyski z wystawy przeznaczono na zbudowanie sali koncertowej Royal Albert Hall, a także zbudowanie Muzeum Wiktorii i Alberta. Po raz pierwszy na świecie na Wielkiej Wystawie ludzie mogli korzystać z publicznych szaletów.
Na wystawie, wśród wynalazków reprezentujących Cesarstwo Rosyjskie, zaprezentowano wynalazki polskich konstruktorów. Była wśród nich maszyna licząca Staffela, zaprojektowana i zbudowana przez Izraela Abrahama Staffela. Maszyna została uznana na najlepsze urządzenie liczące zaprezentowane na wystawie.